# Moixernó cama-blau (grup de bolets)
Els moixernons cama-blaus són bolets carnosos, massissos, de làmines denses i que podem separar amb facilitat de la carn del barret.
Són bolets eminentment tardorals, saprotròfics, descomponedors, que, en arrencar-los, acostumen a arrossegar fulles o virosta adherida al peu.
Pertanyen als gèneres Collybia i Lepista, Tots són bons comestibles però cal ser insistents en la cocció i cuinar-los més temps de l'usual.

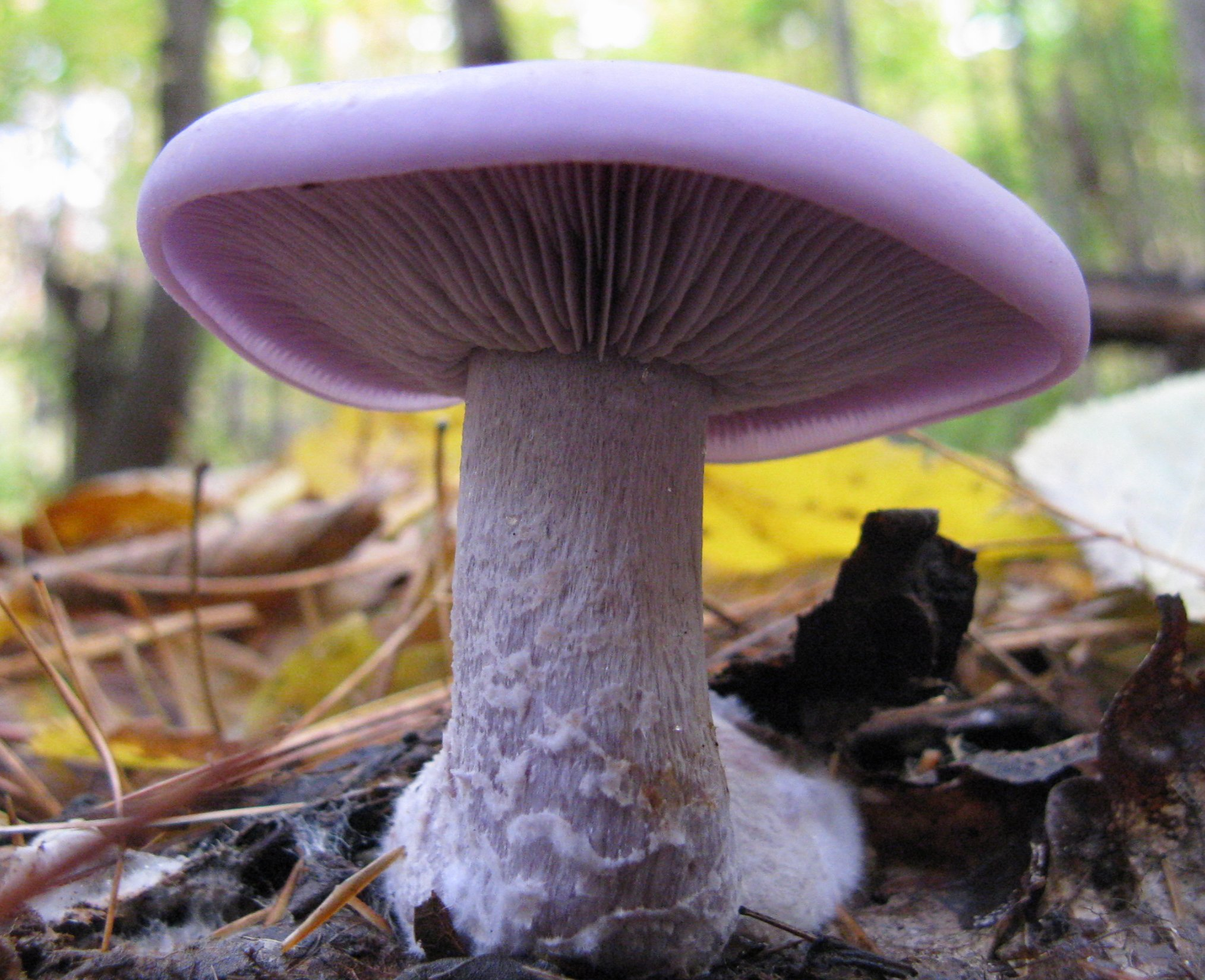
Moixernó blau (Lepista nuda).

## Espècies de moixernons cama-blaus
Les espècies més corrents de moixernons cama-blaus són:
- Collybia  nuda, moixernó blau, pimpinella morada
- Lepista sordida, moixernó blau petit
- Lepista personata, moixernó cama-blau
- Lepista glaucocana, moixernó lilós.